# La vendetta (opera)
La vendetta (in russo Месть?) è un'opera in un atto unico di Anton Grigor'evič Rubinštejn, su libretto di A. I. Žemčužnikov.

## Storia della composizione
La vendetta era stata commissionata ad Anton Rubinštejn, assieme alle altre due opere in un solo atto I cacciatori siberiani e Fomka il matto, dalla granduchessa Elena Pavlovna durante un soggiorno alla reggia di Oranienbaum nella seconda metà del 1852. Il soggetto dell'opera era il poema Hadži Abrek di Michail Lermontov, un macabro racconto di vendetta ambientato nel Caucaso. Rubinštejn completò l'opera per l'inverno, ma non riuscì a farla rappresentare in Russia nel 1853, come sperava. L'anno successivo egli tradusse in tedesco i tre atti unici e li mandò in Germania a Franz Liszt perché ne scegliesse uno da mettere in scena: alla fine fu rappresentata I cacciatori siberiani. Ad eccezione di un'aria, l'opera La vendetta ad oggi è perduta.